# Grottes de la Lluera

Les grottes de la Lluera  est un site préhistorique situé  dans la paroisse de San Juan de Priorio de la municipalité asturienne de Oviedo en Espagne,.
Ce sont deux petites grottes, nommées Lluera I et Lluera II qui contiennent des peintures rupestres préhistoriques du Paléolithique. Des vestiges archéologiques du Solutréen (21 000 à 17 000 ans AP) et du Magdalénien supérieur récent ont également été découverts.
Elle a été classée Bien d'intérêt culturel en 1997 (RI-51-010089).

## Description
La grotte principale a été découverte en 1979 et se compose de deux courtes galeries qui se rejoignent à l'intérieur et partagent la même bouche orientée sud-sud-est. Elle contient une série de gravures, concentrées dans la galerie occidentale, la plus grande, qui part du porche et pénètre à environ 5 m à l'intérieur.
Les représentations commencent sur le mur ouest du portique par celle d'un cheval solitaire. En se dirigeant vers la galerie, on trouve la représentation d'un aurochs ou grand bovin, d'un cheval, d'un cervidé et d'un bouc. Cet ensemble, œuvre de la même époque, présente d'autres figures animales inachevées.

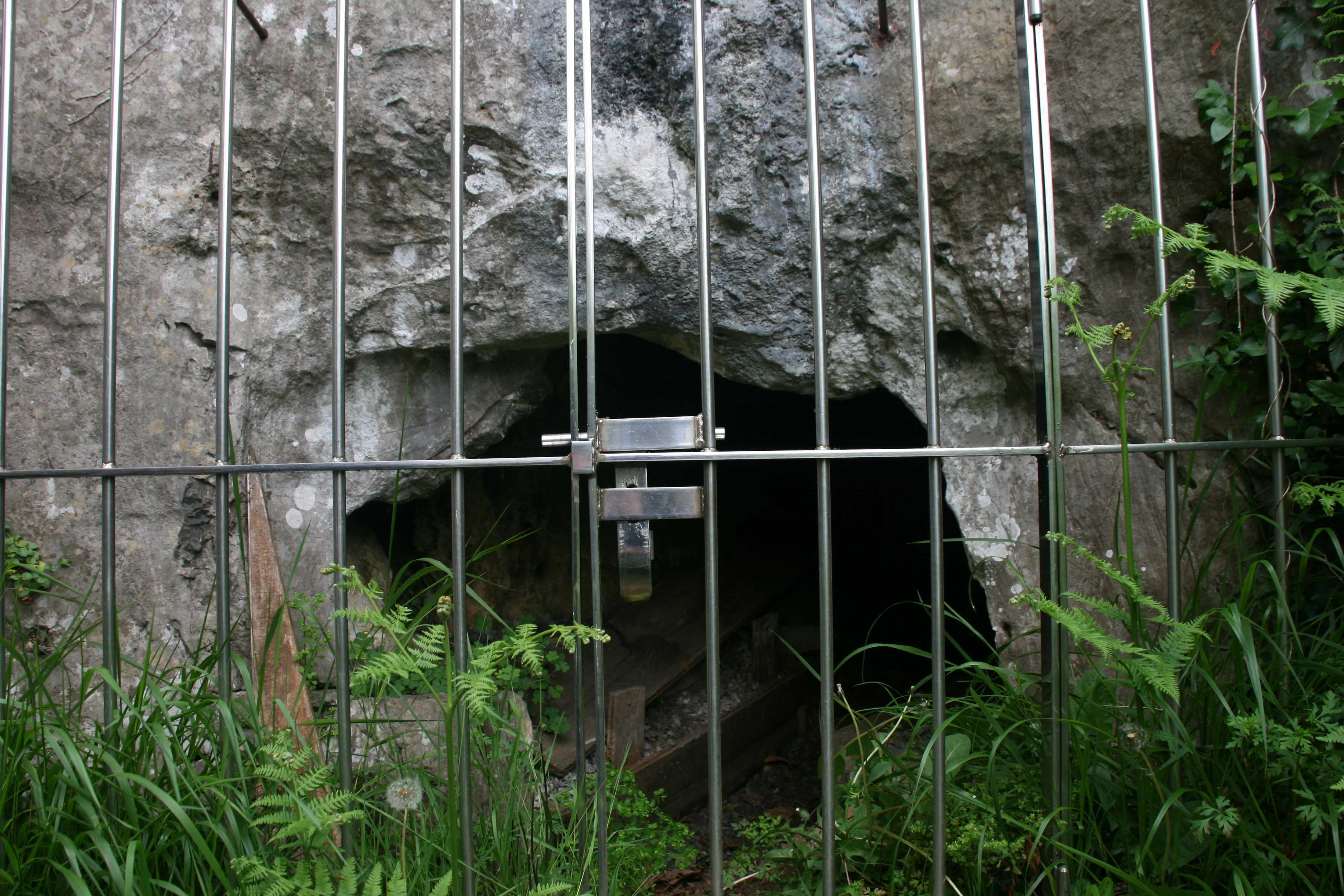
Lluera II.

À l'intérieur de la galerie, et dans une zone moins éclairée, une concavité appelée la Gran Hornacina contient le répertoire figuratif le plus élaboré et le plus suggestif de la grotte. Contrairement à la confusion précédente, l'ordre règne ici dans un bestiaire dominé par la formule caractéristique cheval-bovin. Deux aurochs, dont l'indication du sexe est notable chez les deux, sont disposés inclinés de droite à gauche avec la tête orientée vers l'extérieur de la cavité. Les deux représentations sont complètes, avec leurs têtes étendues vers l'avant comme une extension de leurs corps puissants soutenus par des jambes courtes. D'autres bovins, des chevaux incomplets, quelques cerfs, des bisons font également partie du contenu de cette zone.
Sur le mur est, dans la Friso Anterior, deux grands cerfs, dont l'un mesure près d'un 1,50 m de long, des fragments de figures inachevées, etc. Sur la frise médiane apparaissent, entre autres, des cerfs et une chèvre. Dans la Pequeña Hornacina, deux animaux qui pourraient être des mammouths.
50 m en amont s'ouvre une autre petite grotte, dont les parois abritent quinze figures géométriques réalisées avec la même technique que la précédente, apparaît le triangle sexuel féminin.
Ces grottes auraient pu servir de sanctuaires extérieurs complémentaires, résultant de la somme des contenus artistiques des deux, art figuratif dans le premier et art abstrait dans la seconde, modèle iconographique caractéristique des phases de maturité de l'art rupestre paléolithique.

## Galerie

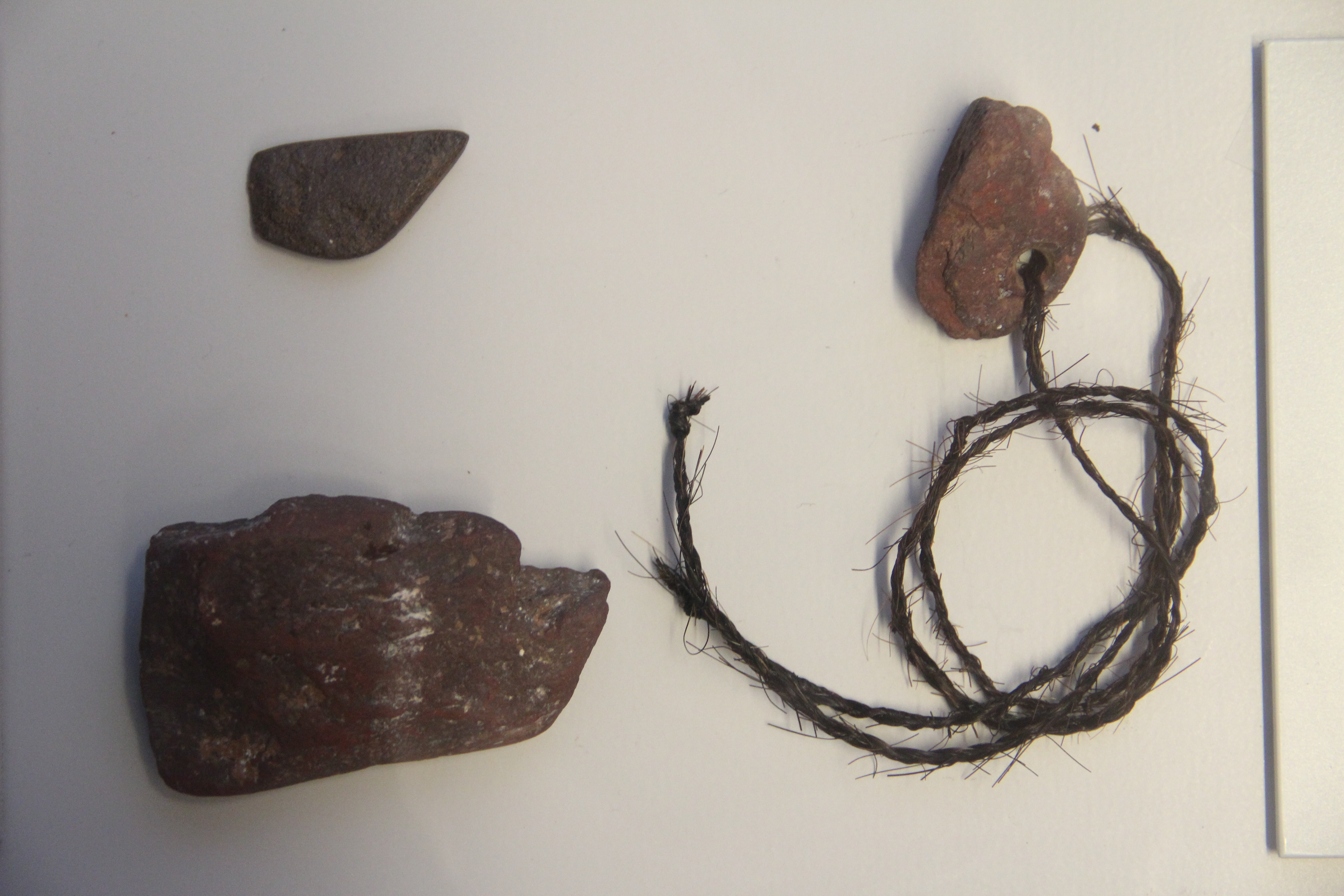
Burins et graveur découverts dans la grotte.
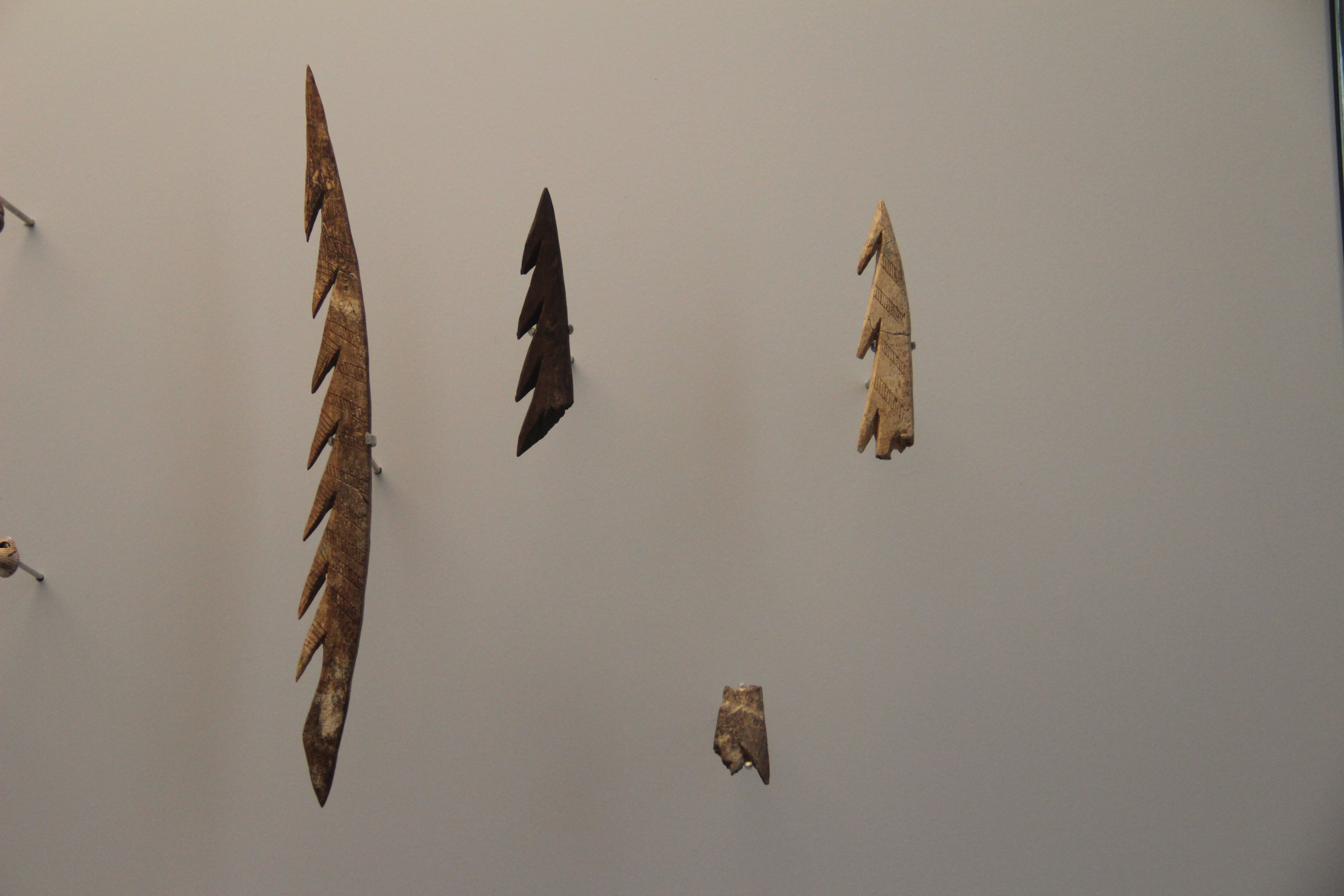
Harpons décorés découverts dans la grotte.